# Bruce Grobbelaar
Bruce David Grobbelaar (Durban, Sudáfrica, 6 de octubre de 1957) es un exfutbolista sudafricano nacionalizado zimbabuense. Jugaba de guardameta y culminó su carrera como jugador en el año 2007.

## Trayectoria
En su adolescencia, Grobbelaar fue un talentoso jugador de críquet y se le ofreció una beca de béisbol en los Estados Unidos también a raíz de su talento para dicho deporte, pero su principal ambición era lograr ser futbolista profesional. Su carrera sufrió un retraso cuando en 1977 fue llamado a prestar servicio en las Fuerzas Armadas de su país, donde pasó dos años en servicio activo. En 1979, tras finalizar el servicio militar, Grobbelaar firma su primer contrato profesional con el Vancouver Whitecaps de la NASL, después que este equipo realizara una gira de exploración en el sur de África.
En el Vancouver Whitecaps Grobbelaar hace su debut contra los Seattle Sounders en 1980. Durante este año, visitó Inglaterra para ver a amigos de la familia, y durante su estadía allí recibió una llamada telefónica de Ron Atkinson, que le propuso realizar una prueba para el West Bromwich Albion. Atkinson se mostró deseoso de firmar a Grobbelaar, pero debido a las dificultades en obtener un permiso de trabajo, el acuerdo fracasó y regresó a Vancouver. Posteriormente, regresó al Reino Unido en concepto de préstamo al Crewe Alexandra, en el año 1980. En su primera aparición en el fútbol inglés, Grobbelaar fue incluido en el "Equipo Ideal de la Jornada" que habitualmente seleccionaba el programa York City Match Day. Durante su tiempo en Crewe, jugó 24 partidos de Liga y anotó su único gol profesional en su último juego. Allí fue observado por el Liverpool, que decidió hacerse con sus servicios.
Ya vencido el contrato de Préstamo que lo unía al Crewe Alexandra, retornó a Vancouver, aunque no volvió a jugar, ya que el 17 de marzo de 1981 el Liverpool compró su pase en £250.000, con la intención de utilizarlo como portero suplente. Ese mismo año, el portero regular del equipo, Ray Clemence, sorpresivamente fichó por el Tottenham Hotspur, dando a Grobbelaar su tan ansiada oportunidad. Hizo su debut el 28 de agosto de 1981, pero no pudo impedir que el Wolverhampton Wanderers ganara el partido por 1-0. Su primer tiempo en el Liverpool fue lo que muchos considerarían un desastre deportivo, pero con el correr de los partidos fue adquiriendo confianza y empezó a mostrar su verdadero nivel, convirtiéndose en el portero titular del equipo desde 1981 hasta 1994 y en un emblema para sus seguidores. Durante ese periodo jugó 627 partidos para el club, haciéndose mundialmente conocido por su excéntrico y extravagante estilo. 
En 1984, la final de la Copa de Europa entre Liverpool y AS Roma terminó 1-1 y después del tiempo extra, se decidió por tiros desde el punto de penal. El jugador de la Roma Bruno Conti se dispuso a ejecutar su tiro, cuando Grobbelaar caminó hacia la meta sonriendo con confianza a las cámaras, luego procedió a morder la parte posterior de la red, a modo de imitación de comer espaguetis, y Conti envió su disparo fuera. Grobbelaar entonces produjo un efecto similar ante Francesco Graziani, ante el cual realizó una actuación en la que simulaba miedo haciendo temblar sus piernas. Graziani también fallo y Liverpool ganó por 4-2 el partido. De esa manera Grobbelaar se convirtió en el primer africano en ganar una Copa de Europa.
En 1992 Grobbelaar presionó a la dirigencia del Liverpool para que lo dejara jugar para la selección de Zimbabue, lo que dio oportunidad al recién fichado portero David James, quien finalmente logró desplazarlo de la titularidad hacia 1993. Durante esa temporada sólo participó en 6 encuentros oficiales de su equipo y posteriormente fue prestado al Stoke City, donde tampoco logró continuidad, jugando sólo 4 partidos. A fines de 1993 regresó al Liverpool y logró nuevamente hacerse con un puesto en el 11 titular, en el cual permaneció hasta 1994, en una derrota 2-0 ante Leeds United, el 19 de febrero de 1994, partido que resultó ser el último para él en el Liverpool. 
Hacia fines de 1994 fue dejado de lado en el Liverpool, lo que facilitó su llegada al Southampton, donde mantuvo su puesto de titular la mayor parte de la temporada. Ya en 1995 comenzaron los problemas para él. Empezó a experimentar problemas de conducta dentro y fuera de la cancha, por lo que se vio envuelto en muchos problemas judiciales, lo que influyó en su carrera.
En la temporada 1995-96 la distracción de los casos judiciales fue tal que Grobbelaar sólo disputó 2 juegos para su equipo, antes de pasar al Plymouth Argyle.

## Selección nacional
Grobbelaar fue internacional con la selección de Zimbabue luego de solucionar un conflicto con su nacionalidad (había nacido en Sudáfrica). En ese combinado nacional actuó 32 veces, sin lograr clasificar a una Copa Mundial, entre 1980 y 1998.
En junio de 2018, a sus 60 años, jugó un partido para la selección de fútbol de Matabelelandia en la Copa Mundial de Fútbol de ConIFA de 2018.

## Acusación de fraude
En noviembre de 1994, Grobbelaar fue acusado de "arreglar" partidos durante su tiempo en Liverpool a fin de beneficiar a un sindicato de apuestas de Malasia. Ante esto se declaró inocente y después de dos juicios sucesivos, en los que los integrantes del jurado no pudieron ponerse de acuerdo sobre un veredicto, fue absuelto en 1997.

## Clubes

### Jugador
| Club                     | País       | Año         |
| ------------------------ | ---------- | ----------- |
| Highlands Park           | Sudáfrica  | 1976        |
| Durban City              | Sudáfrica  | 1977 - 1978 |
| Vancouver Whitecaps      | Canadá     | 1979        |
| Crewe Alexandra (cedido) | Inglaterra | 1980 - 1981 |
| Liverpool                | Inglaterra | 1981 - 1993 |
| Stoke City (cedido)      | Inglaterra | 1993        |
| Liverpool                | Inglaterra | 1993 - 1994 |
| Southampton              | Inglaterra | 1994 - 1996 |
| Plymouth Argyle          | Inglaterra | 1996 - 1997 |
| Sheffield Wednesday      | Inglaterra | 1997        |
| Oldham Athletic          | Inglaterra | 1998        |
| Chesham United           | Inglaterra | 1998        |
| Bury                     | Inglaterra | 1998        |
| Lincoln City             | Inglaterra | 1999        |
| Glasshoughton Welfare    | Inglaterra | 2007        |

### Entrenador
| Club                                 | País      | Año         |
| ------------------------------------ | --------- | ----------- |
| Selección de fútbol de Zimbabue      | Zimbabue  | 1996        |
| Selección de fútbol de Zimbabue      | Zimbabue  | 1997        |
| Selección de fútbol de Zimbabue      | Zimbabue  | 1998        |
| Seven Stars FC                       | Sudáfrica | 1999        |
| Hellenic                             | Sudáfrica | 2001        |
| Supersport United                    | Sudáfrica | 2003        |
| Manning Rangers                      | Sudáfrica | 2004        |
| Umtata Bush Bucks                    | Sudáfrica | 2004 - 2006 |
| Ottawa Fury (entrenador de porteros) | Canadá    | 2014 - 2018 |

## Palmarés

### Títulos nacionales
| Título                         | Club           | País       | Año     |
| ------------------------------ | -------------- | ---------- | ------- |
| Copa de la Liga                | Liverpool F.C. | Inglaterra | 1981-82 |
| Primera División de Inglaterra | Liverpool F.C. | Inglaterra | 1981-82 |
| Charity Shield                 | Liverpool F.C. | Inglaterra | 1982    |
| Copa de la Liga                | Liverpool F.C. | Inglaterra | 1982-83 |
| Primera División de Inglaterra | Liverpool F.C. | Inglaterra | 1982-83 |
| Copa de la Liga                | Liverpool F.C. | Inglaterra | 1983-84 |
| Primera División de Inglaterra | Liverpool F.C. | Inglaterra | 1983-84 |
| Primera División de Inglaterra | Liverpool F.C. | Inglaterra | 1985-86 |
| F.A. Cup                       | Liverpool F.C. | Inglaterra | 1985-86 |
| Charity Shield                 | Liverpool F.C. | Inglaterra | 1986    |
| Screen Sport Super Cup         | Liverpool F.C. | Inglaterra | 1986-87 |
| Primera División de Inglaterra | Liverpool F.C. | Inglaterra | 1987-88 |
| Charity Shield                 | Liverpool F.C. | Inglaterra | 1988    |
| F.A. Cup                       | Liverpool F.C. | Inglaterra | 1988-89 |
| Charity Shield                 | Liverpool F.C. | Inglaterra | 1989    |
| Primera División de Inglaterra | Liverpool F.C. | Inglaterra | 1989-90 |
| Charity Shield                 | Liverpool F.C. | Inglaterra | 1990    |
| F.A. Cup                       | Liverpool F.C. | Inglaterra | 1991-92 |

### Títulos internacionales
| Título         | Club           | Sede | Año     |
| -------------- | -------------- | ---- | ------- |
| Copa de Europa | Liverpool F.C. | Roma | 1983-84 |